# Хашавиты
Хашави́ты — прозвище мусульманских традиционалистов, проповедовавших антропоморфические взгляды.

## Классификация
Хашавиты «наполняют» («начиняют») свою речь подлинными или апокрифическими хадисами. В VIII в. это название закрепилось за «сторонниками предания» (асхаб аль-хадис), допускавшими антропоморфические выражения, а также признавал вечность Корана и божественное предопределение (кадар).
Среди ранних хашавитов источники упоминают Кахмаса ибн аль-Хасана аль-Басри (ум. 766), Ахмада аль-Худжайми, Мудара ибн Халида ал-Куфи и др. Шиитский ересиограф аль-Хасан ан-Наубахти (ум. в начале X в.) называл хашавитами одну из категорий мурджиитов и причислял к ним Суфьяна ас-Саури (ум. 777-78), Малика ибн Анаса (ум. 795), Мухаммада аш-Шафии (ум. 820) и других известных богословов.
Му‘тазилитский доксограф ан-Наши аль-Акбар (ум. 906), излагая хашавитские учения об имамате, делил их на четыре школы:
- куфийскую — представители которой отдавали предпочтение Али ибн Абу Талибу перед Усманом ибн Аффаном и не решались судить о том, кто из претендовавших на имамат сподвижников пророка Мухаммада был прав (Ваки ибн аль-Джаррах (ум. 812), аль-Фадль ибн Дукайн (ум. 834), Мухаммад аш-Шафии и др.);
- басрийско-васитскую — представители которой отдавали предпочтение Усману перед Али (Хаммад ибн Саляма (ум. 763), Яхья ибн Саид аль-Каттан (ум. 813) и др.);
- багдадско—джаузитскую — представители которой отвергали имамат Али, считая, что он принес смуту (Исмаил аль-Джаузи (ум. после 815) Яхья ибн Маин (ум. 847), Зухайр ибн Харб ан-Насаи (ум. 848), Ахмад ибн Ханбаль (ум. 855) и др.)
- багдадско—валидитскую (хусайнитскую) — представители которой признавали иджтихад в борьбе за власть между сподвижниками и считали всех их правыми[1].

В полемической литературе слово хашавит часто употреблялось как оскорбительное прозвище людей, которые говорят необдуманно, опрометчиво, позволяя себе вольное и демагогическое истолкование сунны пророка Мухаммада.